# 查斯特·班寧頓
查斯特·查爾斯·班寧頓（英語：Chester Charles Bennington，1976年3月20日—2017年7月20日），是一位出身于美國鳳凰城的創作歌手、詞曲作家、音樂家，是新金屬樂團聯合公園的主唱。在2013-2015年曾是搖滾樂團石廟嚮導合唱團的主唱。2017年7月20日，被發現於洛杉磯住宅內死亡，死因為上吊自殺。

## 生平

### 早期生活
查斯特出生於美國亞利桑那州的鳳凰城。他所學會的第一項樂器是鋼琴。在查斯特的成長過程中，他曾加入許多樂團並演奏各種不同的樂器，但最主要是以演唱為主。1993年之前，查斯特從未全心專注在一個樂團上，直到他加入「Grey Daze」。該樂團在1998年解散，一年後他便加入了聯合公園。
他的父母在1987年離婚，留下查斯特和兩個姊姊及一個哥哥。查斯特當時僅有11歲，是家中最小的孩子，他和擔任警探的父親住在一起。查斯特的哥哥向他介紹了愛情少年合唱團（Loverboy）、外國人（Foreigner）、匆促（Rush）、門戶（The Doors）和石廟嚮導（Stone Temple Pilots）等樂團，而查斯特表示他自己受到這些樂團的影響。
在他的父母分開之前，查斯特和家人曾在亞利桑那州內搬遷多次。查斯特曾就讀過百年紀念高中（Centennial High School）、綠道高中（Greenway High School），最後他從華盛頓高中（Washington High School）畢業。查斯特表示在高中階段時，他將自己歸類為經常被欺負的怪胎。查斯特曾有一份白天的咖啡師工作。他表示在豆樹咖啡（Bean Tree Coffee）工作讓他能夠繼續往前走下去，而那間咖啡店是他靈感的來源之一。

### Grey Daze
查斯特在1993年至1998年期間是樂團「Grey Daze」的主唱，同時也在漢堡王速食店打工。在這段期間他的經濟狀況非常拮据，無法購買汽車、機車甚至是腳踏車，因此他改用滑板通勤代步。查斯特認為他在樂團中的創作並沒有得到相應的尊重，他和其他團員也有許多歧見，因此最後他離開了樂團。在「Grey Daze」期間，他共參與了兩張專輯，分別是1994年的《喚醒我》（Wake Me）和1997年的《…今天沒太陽》（...No Sun Today），還有一卷1993年錄製的試聽帶「Sean Dowdell and his Friends?」，當時的樂團也是以這個名字進行活動。在查斯特離開之後，「Grey Daze」的其他團員也相繼分開。
查斯特希望能重組「Grey Daze」進行最後一場演出，為了罹患腦癌的團員鮑比·班尼許（Bobby Benish）募款。他們預計在亞利桑那州的道奇劇場（Dodge Theatre）和 hunk Junkeez、Pokerface 和 Gift 樂團共同演出。而為了錄製聯合公園《天空之城—美特拉》（Meteora）專輯，查斯特只能將這場演出的時間往後推延。但隨後班尼許便由於腦癌的關係過世了。
在1995年，查斯特和「Grey Daze」前團員西恩·杜威爾（Sean Dowdell）在鳳凰城開設了刺青店「刺青俱樂部」（Club Tattoo）。目前在亞利桑那州及拉斯維加斯共有四間分店。

### Stone Temple Pilots
2013年5月起，查斯特与美国摇滚乐队Stone Temple Pilots开始合作，他将担任乐队的主唱。双方合作了多次现场演出以及单曲。2015年11月，查斯特宣布将离开乐队，把更多精力放回林肯公园上。

### 個人生活
當在「Grey Daze」樂團擔任主唱和在漢堡王打工時，查斯特與他的第一任妻子莎曼珊（Samantha）結識，他們在1996年10月31日結婚。當時查斯特僅有20歲，由於經濟能力問題，他無法負擔婚禮和訂婚戒指的費用，於是他和妻子將結婚戒指改用在手指上刺青的方式。查斯特和莎曼珊育有一子，名為瑞文·賽巴斯坦·班寧頓（Draven Sebastian Bennington），他在2002年4月19日出生。2005年5月2日，查斯特和莎曼珊用離婚結束九年的婚姻。一開始莎曼珊取得孩子的完全監護權，但查斯特在數個月的爭取下，最後取得了共同監護權。
在2005年12月31日，查斯特和他的女友泰琳達·班特利（Talinda Bently）結婚。泰琳達在2006年3月16日產下一名男嬰，根據他們的正式聲明，兩人的兒子取名為泰勒·李（Tyler Lee）。此外在這份聲明中，查斯特提到他還有一個十歲名為傑米（Jaime）的兒子，但並未提到是親生的血緣關係或是繼子。在電視節目「Kevin and Bean show」的訪談中，查斯特表示他也領養了傑米的哥哥，他說「我的確有三個孩子，而且我也領養了我哥哥的長子，我將他視為自己的孩子，所以我想我是有四個孩子了」。

### 灰暗的童年生活
查斯特於2008年接受《Kerrang!》音樂雜誌訪問時表示，從7歲開始就遭到一名比自己年長的男性友人性侵，一開始這名男性友人只是對查斯特上下其手，並表現出一副『摸下去會怎麼樣？』的好奇態度，因害怕未立即抗拒的查斯特，遭來的就是日後肆無忌憚的暴力性侵。查斯特當時常被痛毆，強迫他不想做的事。因害怕別人會以為自己是同性戀或者認為在說謊，而一直不敢求援；而這樣的性侵行為一直持續到13歲，時間長達6年，查斯特表示「那是一個悲慘至極的經驗。」
在這段灰暗的年歲中，查斯特的父母卻在11歲時離異，這樣雪上加霜的衝擊讓他更封閉自己不願向外界求助。查斯特的警探父親擁有他的監護權，但因工作關係長時間在外，讓查斯特常常獨自一人在家。查斯特說：「我覺得自己被母親拋棄，我的父親當時情緒狀態不穩，我沒有傾訴的對象，至少當時幼小的心靈是這麼想。」到了他年紀稍長時，終於鼓起勇氣告訴父親遭性侵的事，但後來得知這名加害人也曾是性侵的受害者後，他決定不向對方追究。
這樣不堪的童年扭曲了查斯特，讓他開始有嗑藥及酗酒的問題，且不斷有輕生的念頭。直到2006年聯合公園的團員受不了查斯特酒醉或使用藥物後失控的狀態，團員積極介入並協助進行諮詢才讓情況稍有好轉。

### 逝世
美西時間2017年7月20日上午六時，查斯特在加州洛杉磯的帕洛斯弗迪斯莊園住宅内自縊。，管家發現查斯特將皮帶綁在更衣室門上上吊身亡，家中司機立刻報警尋求協助。而事件發生的時間點剛好就是聯合公園新歌MV《Talking To Myself》公開後的兩個小時。聯合公園團員麥克·篠田在推特上確定了查斯特過世的噩耗，並說道：「消息使我震惊，痛心，但這是真的。官方声明将在不久释出。」
查斯特的輕生日期，剛好就是摯友聲音花園主唱克里斯·康奈爾(Chris Cornell)53歲的冥誕，同樣是美國知名音樂人的克里斯在兩個月前於樂團表演結束後在下榻的飯店自缢。此事對查斯特打擊極大，事件發生後不久聯合公園正在準備新專輯非主打曲《One More Light》的演出，團員麥克·篠田表示查斯特在彩排和正式錄製後都泣不成聲。查斯特是克里斯·康奈爾兒子的義父，在克里斯的葬禮上查斯特也演唱了里奥纳德·科恩的《Hallelujah》以表紀念。最後查斯特選擇自縊的方式也與克里斯極為相似，外界廣泛推測這名摯友的離世對查斯特的輕生有一定程度的影響。
查斯特的離世留下了太太塔琳達以及六名子女。

## 獨立參與歌曲

### 個人
1. Let Down - 為了他的個人獨立活動計劃所寫的歌曲（2009推出）
2. Walking In Circles - 個人專輯收錄歌曲（2009年推出）
3. Morning After - 自己獨立撰寫的歌曲（2003年推出）
4. Walking Dead - 與DJ Z-Trip合作的歌曲
5. System - 魔咒女王電影主題曲
6. State Of The Art - 與Limp Bizkit之DJ Lethal 合作的歌曲

## 電影作品
- 奪魂鋸3D（Saw 3D，2010）：客串被害人
- 快克殺手2：極速電擊（Crank: High Voltage，2009）：客串賽馬場路人
- 快克殺手（Crank，2006）：客串藥局癮君子
- 聯合公園紀錄片：Frat Party at the Pankake Festival（2001）